# Me Atraiu
"Me Atraiu" é uma canção da cantora brasileira Gabriela Rocha, lançada em 1 de fevereiro de 2023, como parte do álbum "A Presença", canção é a música gospel mais escutada em 2023.
A canção foi muito bem recebida tanto pelo público quanto pela crítica, sendo considerada uma das músicas gospel mais tocadas e influentes de 2023 no Brasil.

## Lançamento e Repercussão
"Me Atraiu" foi lançada oficialmente no dia 1º de fevereiro de 2023, como parte do álbum "A Presença" de Gabriela Rocha.
A canção foi disponibilizada no YouTube, Spotify, Apple Music e demais plataformas digitais. O videoclipe foi lançado simultaneamente no canal oficial da cantora.
YouTube:
O clipe atingiu mais de 100 milhões de visualizações em 8 meses e fechou o ano de 2023 com mais de 156 milhões de views, sendo o 6º vídeo mais assistido do Brasil em 2023. Gabriela foi a única artista gospel no Top 10 do YouTube Brasil naquele ano.
Spotify:
A música acumulou mais de 67 milhões de reproduções até o final de 2023. Ela também chegou a entrar no Top 100 do Spotify Brasil, alcançando a 75ª posição em abril de 2023, com mais de 1.8 milhão de streams em uma semana.

## Composição
A música "Me Atraiu" foi composta por Abdiel Arsênio, filho de pastores e atuante no ministério de louvor desde os 13 anos de idade como músico, e aos 17 anos como ministro de louvor.
A canção foi inspirada na passagem de Êxodo 3, onde Moisés vê a sarça ardente que não se consumia. Gabriela Rocha se sentiu tocada por essa mensagem e, ao conversar com Abdiel, descobriu que ele já havia escrito uma música com exatamente esse tema.
| “ | «Ora Moisés, apascentando o rebanho de Jetro, seu sogro, sacerdote de Midiã, levou-o para trás do deserto e veio a Horebe, monte de Deus. Apareceu-lhe o anjo de Jeová numa chama de fogo do meio duma sarça; Moisés olhou, e eis que a sarça ardia no fogo, e a sarça não se consumia. Disse, pois: Voltar-me-ei e verei esta grande visão, porque não se queima a sarça. Vendo Jeová que ele se voltou para ver, do meio da sarça chamou-o Deus e disse: Moisés, Moisés! Respondeu ele: Eis-me aqui. Deus continuou: Não te chegues para cá; tira as sandálias dos pés, porque o lugar em que tu estás é terra santa..» (Êxodo 3:1–5) | ” |

## Lista de faixas
| Streaming e download digital |                          |                |         |  |
| N.º                          | Título                   | Compositor(es) | Duração |  |
| 1.                           | "Me Atraiu"              | Abdiel Arsenio | 8:24    |  |
| 2.                           | "Me Atraiu (Reimagined)" | Abdiel Arsenio | 4:24    |  |

## Desempenho Comercial
A música "Me Atraiu", de Gabriela Rocha, foi um dos maiores sucessos da música gospel em 2023.

### YouTube
No YouTube, o videoclipe ultrapassou 156 milhões de visualizações até dezembro de 2023, sendo o 6º vídeo mais assistido do Brasil no ano.

### Spotify
No Spotify, a canção alcançou mais de 67 milhões de execuções até dezembro de 2023.
Ela chegou ao seu auge nas paradas brasileiras em abril de 2023, ocupando o 75º lugar com 1.873.793 streams semanais.
O álbum "A Presença", que contém a faixa "Me Atraiu", acumulou mais de 34 milhões de streams até maio de 2023, sendo o álbum cristão mais ouvido do ano até aquele momento.

### Tabelas semanais
| Tabela musical (2025) | Melhor posição |
| --------------------- | -------------- |
| Super Gospel (Top 20) | 1              |
| Brasil (YouTube)      | 6              |
| Brasil (Spotify)      | 75             |

## Prêmios e Indicações
| Ano  | Premiação                             | Categoria     | Resultado |
| ---- | ------------------------------------- | ------------- | --------- |
| 2023 | Prêmio Multishow de Música Brasileira | Gospel do Ano | Indicado  |
| 2023 | Troféu Rede Gospel                    | Música do Ano | Indicado  |
| 2024 | Troféu Gerando Salvação               | Música do Ano | Indicado  |

## Videoclipe
"Me Atraiu" recebeu um vídeoclipe ao vivo no mesmo dia do lançamento do áudio, o clipe já consta com mais de 300 milhões visualizações no YouTube.